# Родцевич-Плотницький Леонтій Леонтійович
Родцевич-Плотницький Леонтій Леонтійович (23 червня 1877, Холмщина — 6 липня 1959, Медон, Франція) — український військовий діяч, генерал-майор.

## Життєпис
Народився 23 червня 1877 року на Холмщині. Батько Леонтія, Леонтій Іванович Родцевич-Плотницький — лікар, колезький радник, брав участь у штурмі Плевни (1877), будучи старшим лікарем артилерійської бригади.
Загальну освіту здобув у Царськосельській гімназії (1895). З 1 жовтня 1896 — на військовій службі. У 1899 році закінчив Костянтинівське артилерійське училище зі зміною звання з портупей-юнкера до підпоручника (09.08.1899) та зарахуванням до польової пішої артилерії, з прикомандируванням до гвардійської запасної пішої батареї. Станом на 1902 рік був поручником гвардії.
Брав участь у російсько-японській війні 1904—1905 років. У 1905 році закінчив Миколаївську академію генерального штабу.

### Перша світова війна тареволюційні події 1918—1920 років
У 1914—1918 роки, під час Першої світової війни, обіймав низку військових посад в армії Російської імперії. З 7 грудня 1915 року був командиром 11-го піхотного Псковського полку, на чолі якого, під час Брусиловського прориву, взяв Броди.
З квітня 1917 року — начальник штабу 12-ї стрілецької Сибірської дивізії. Отримавши звання генерал-майора, служив начальником 1-го гвардійського корпусу. У липні-вересні 1917 року був командиром 5-ї Заамурської прикордонної піхотної дивізії. Служив начальником штабу 7-ї армії. З жовтня 1917 — у резерві Петроградського військового округу.
З травня 1918 року перебував на службі в українській армії у званні генерального хорунжого. Після зречення влади гетьмана Павла Скоропадського Родцевич-Плотницький призначений урядом УНР до складу українського консульства у Батумі, ставши таким чином співробітником посольства УНР у Туреччині.
25 липня 1919 року в Харкові військово-польовий суд Генерального штабу Білої армії засудив Родцевича-Плотницького до 9 років каторги за статтею 100 кримінального уложення Російської імперії від 1903 року з позбавленням майна та дворянства.

### Еміграція
У березні 1921 року через наступ Червоної армії виїхав до Константинополя, де став працівником посольства УНР у Туреччині.
Пізніше емігрував до Франції. Помер у місті Медон.

## Особисте життя
Православного віросповідання. Був одружений та мав дітей.

## Звання[3]
- Портупей-юнкер
- Підпоручник (09.08.1899)
- Поручник (09.08.1903)
- Штабскапітан (28.05.1905, за успіхи в навчанні)
- Підполковник (06.12.1911)
- Полковник (06.12.1914)
- Генерал-майор (14.07.1916)
- Генеральний хорунжий

## Нагороди[3]
- Орден Святої Анни IV ступеня (05.10.1906)
- Орден Святого Станіслава III ступеня (1908)
  - Мечі і бант до ордену Святого Станіслава III ступеня (08.12.1915)
- Орден Святої Анни III ступеня (06.12.1911)
- Орден Святого Станіслава II ступеня (06.12.1913)
  - Мечі до ордену Святого Станіслава II ступеня (28.01.1915)
- Орден Святої Анни II ступеня з мечами (21.12.1914)
- Орден Святого Володимира IV ступеня з мечами і бантом (15.03.1915)
- Орден Святого Володимира III ступеня з мечами (27.01.1917)
- Орден Святого Георгія IV ступеня[1] (04.04.1917)[3]